# Dorothé Sossa
Dorothé Cossi Sossa, né le 5 février 1956 à Savalou au Bénin, est un avocat et homme politique béninois.
Avocat de profession, il occupe au cours de sa carrière, divers postes politiques dont celui de directeur de la chaire UNESCO des droits de la personne et de la démocratie, ministre de la Justice, garde des Sceaux, ainsi que ministre de l'Enseignement supérieur de son pays. Il est secrétaire permanent de l'OHADA de 2011 à 2019.

## Vie privée
Il a grandi dans le village de sa naissance, Savalou, et ne le quitte que bien plus tard. À la suite de cela, il se déplaça un peu plus vers le Sud de son pays, le Bénin, dans la ville de Calavi puis celle de Cotonou, avant de s'envoler pour le Canada, toujours pour des raisons scolaires. Il revint dans son pays, où il se maria et eut quatre enfants. Il y fut nommé professeur titulaire à l’université d'Abomey-Calavi (République du Bénin). Il vivait  dans la résidence officielle qui lui est attribuée à Yaoundé jusqu’à la fin de son mandat en 2019. C'est dans cette même ville qu'il a exercé les fonctions de son poste diplomatique de secrétaire permanent de l'Organisation pour l'harmonisation en Afrique du droit des affaires (OHADA). Aujourd’hui il est de retour au Bénin avec sa femme.  

## Formation
Il passa son primaire et son collège à Savalou puis fit son université à Calavi, où a étudié le droit à l'université nationale du Bénin (actuelle université d'Abomey-Calavi) et la continua au Canada (université Laval et l'université d'Ottawa). Il a été, en outre, stagiaire de l'Institut pour le développement de l'enseignement supérieur francophone (IDESUF) de l'université Bordeaux IV. Inscrit au barreau du Bénin depuis 1986, il est titulaire d’un master II de l'université d’Ottawa (préparé en partie à l'université Laval) (médaille du barreau de Paris, 1991) et d'un doctorat en droit de la même université (1994), il a passé l’agrégation de droit privé du Conseil africain et malgache pour l'enseignement supérieur (CAMES) en 1999 (prix Dalloz) et est nommé titulaire en droit en 2010.

## Carrière politique
Ancien ministre de l'Enseignement supérieur et de la Recherche scientifique (2001-2003), ancien Garde des Sceaux, ministre de la Justice, de la Législation et des Droits de l’homme (2003-2006) de la République du Bénin, ancien doyen de la faculté de droit et de sciences politiques de l'université d’Abomey-Calavi (2006-2010), il a assuré, jusqu’en mars 2011, la direction de la chaire UNESCO des droits de la personne et de la démocratie de cette même faculté. En sa qualité de membre du gouvernement, il a été le chef de la délégation de la République du Bénin à de nombreuses conférences et réunions officielles internationales (en Afrique, en Europe, en Asie, en Amérique du Nord et en Amérique latine). Il a occupé de 2011 à 2019 les fonctions de secrétaire permanent de l'OHADA. Le 6 Juin 2023, Dorothé Sossa est élue président de la Cour constitutionnelle du Bénin..

## Activités universitaires
Formateur à l’École régionale supérieure de la magistrature (ERSUMA) de l'Organisation pour l'harmonisation en Afrique du droit des affaires depuis 2001, il a été invité par plusieurs universités africaines (université de Lomé, université Cheikh-Anta-Diop, université de Yaoundé II, université de Pretoria), françaises (université Bordeaux IV, université de Bourgogne, université Jean Moulin Lyon-III, université de Nice Sophia Antipolis, université de Caen, université de Cergy-Pontoise) et canadienne (université de Sherbrooke, Québec) comme chargé d’enseignement, conférencier, membre de jurys de thèses ou de préparation de candidats au concours d’agrégation. Il a été, par ailleurs, invité comme conférencier par l’Association japonaise d'études africaines (université de Shimane, mai 2003). Il a dirigé et codirigé de nombreuses thèses de doctorat en droit dans des universités africaines et françaises. Par ailleurs, il a été membre du jury du XVe concours d’agrégation des sciences juridiques, politique, économiques et de gestion du CAMES (Abidjan, Côte d’Ivoire, novembre 2011) pour la section de droit privé.  

## Activités juridiques
Parallèlement à ses activités universitaires, il est inscrit au barreau du Bénin depuis 1986 et a été membre titulaire du conseil de l'Ordre de 1999 à 2001. Il est, en outre, expert juridique de l'Organisation internationale de la francophonie, du Centre du commerce international (Organisation mondiale du commerce et Commission des Nations unies pour le Commerce et le Développement) et du Programme des Nations unies pour le Développement. Du 31 mars 2011 à 2019, il est secrétaire permanent de l’Organisation pour l'harmonisation en Afrique du droit des affaires (OHADA).
Ses travaux portent sur le droit du commerce international, l’arbitrage international, le droit comparé et plus spécialement sur le droit harmonisé issu du traité et des actes uniformes de l’Organisation pour l'OHADA.